# کورش‌آباد
کورش‌آباد، روستایی از توابع بخش مرکزی شهرستان ارسنجان در استان فارس ایران است .قدمت این روستا به زمان هخامنشیان بازمیگردد و بخاطر محل شکار شاهان هخامنشی این مکان به کورش آباد مشهور شده است .  از جاذبه های این روستا میتوان به اقامتگاه بوم‌گردی کورش ، تالاب کمجان و طبیعت زیبای آن اشاره کرد ، در گذشته قبل از بهره برداری سد های ملاصدرا و سیوند این روستا به یونجه زار ها و مزارع زیبایش مشهور بوده است .

## جمعیت
این روستا در دهستان شوراب قرار داشته و براساس سرشماری سال ۱۳۹۵جمعیت آن ۱۱۰ نفر (۳۰خانوار) بوده است.